# Vincent Holzer
 (mai 2023).
Si vous disposez d'ouvrages ou d'articles de référence ou si vous connaissez des sites web de qualité traitant du thème abordé ici, merci de compléter l'article en donnant les références utiles à sa vérifiabilité et en les liant à la section « Notes et références ».
Vincent Holzer, né le 13 février 1963, est un théologien français.

## Biographie
Après des études à l'université de Metz et au Centre Sèvres, il est ordonné prêtre pour la Congrégation de la mission en 1989, et soutient en 1994 une thèse de doctorat à l'université pontificale grégorienne consacrée au différend théologique entre Rahner et Balthasar au sujet de la Trinité.
Depuis 1995, il enseigne la théologie à l'Institut catholique de Paris, dont il est élu directeur de l'unité de recherche en 2021.
Il est membre du comité de rédaction de nombreuses revues, en particulier des Recherches de science religieuse, dont il est titulaire du Bulletin critique de théologie fondamentale. Il participe en outre à l'édition critique autorisée des œuvres de Karl Rahner en langue française, sous la direction de Christoph Theobald.
En 2014, il a reçu le prix du cardinal Lustiger de l'Académie française pour l'ensemble de ses travaux consacrés à Balthasar.
Il est membre de l'Académie pontificale de théologie (it).

## Publications
- Le Christ devant la raison : la christologie devenue philosophème, Paris, Le Cerf, coll. « Philosophie & Théologie », 2018, 433 p.
- Hans Urs von Balthasar, Paris, Le Cerf, coll. « Initiations aux théologiens », 2012, 311 p.
- Le Dieu Trinité dans l'Histoire : le différend théologique Balthasar - Rahner (2e édition), Paris, Le Cerf, coll. « Cogitatio fidei », no 190, 2007, 476 p.